# Professionel boksning
Profboksning er en form for boksning hvor regelværket adskiller sig fra amatørboksning.
Reglerne for licensiering og medicinsk opfølgning indenfor idrætten professionel boksning, varierer fra land til land. Europa har en langt strengere licensieringsordning og opfølgning af udøverne end resten af verden.
For at opnå licens, må professionelle boksere i de fleste europæiske landene gennemgå grundige medicinske tests før kamp. Disse består af en generel fysisk gennemgang og blodprøver for HIV, hepatitis A, hepatitis B og hepatitis C. Magnetresonanstomografi (hjernescanning) er påbudt mindst én gang om året og eventuelt flere gange ved flere kampe de sidste 12 måneder.
Ingen anden idræt har lægeundersøgelser før, under og efter kamp på samme linje med professionel boksning. Det er pålagt med læge ved alle stævner, både for amatør og profboksning. Lægen kan til en hver tid stoppe en kamp på baggrund af sin medicinske kompetence og ekspertise. I boksning er der altså én læge pr. to udøvere i ringen. Der er ingen anden idræt med større lægedækning end boksning.[kilde mangler]
Der er andre regler og udstyr end amatørboksning, og hovedbeskyttelse og trøje er ikke tilladt, mens handskerne er tyndere.
Kampene varer i tre minutter pr. omgang, og der er et minuts pause i mellem hver omgang. Kampene går fra fire til tolv omgange. Antallet af omgange pr. kamp aftales mellem parterne før arrangementet. Traditionelt går kampe i professionel boksning på højere niveau over ti omgange, mens kampe om mestertitler normalvis går over tolv. Der er tre dommere, to udenfor og en kampleder i ringen, som giver bedste bokser ti point pr. omgang. Godkendte slag er slag mod siden, eller foran hovedet, eller over bæltestedet, men ikke ryggen. Slaget skal også være knyttet. Det er ikke tilladt med andre slag på kroppen, inklusive nedoverslag. I kamp må mindst 3 af 5 dommere registrere slaget for at det skal godkendes.

## Bokseforbund (udvalg)
- World Boxing Association (WBA)
- World Boxing Council (WBC)
- International Boxing Federation (IBF)
- World Boxing Organization (WBO)

## Professionel boksning i Danmark
Professionel boksning er tilladt i Danmark.

### Danske boksere med forbunds-titler
Pr 2015 er ingen danskere indehaver af en VM-titel, i et eller flere af forbundene WBA, WBC, IBF og WBO.
- Mikkel Kessler (WBA, WBC)

| Sport | Spire Denne artikel om sport er en spire som bør udbygges. Du er velkommen til at hjælpe Wikipedia ved at udvide den. |